# Fredrik Eriksson (politiker)
Peter Fredrik Eriksson, född 12 november 1975 i Uvereds församling i Skaraborgs län, är en svensk politiker (sverigedemokrat). Han var ordinarie riksdagsledamot 2014–2018 för Skåne läns södra valkrets (dessförinnan tjänstgörande ersättare 2014).

## Biografi
Eriksson är bosatt i Öjersjö i Partille kommun. Han har studerat ekonomi samt på Förvaltningshögskolan på Göteborgs universitet. Han har arbetat som projektledare med inriktning mot investeringar i vården. Eriksson uppgav 2014 att han varit Sverigedemokrat i 20 år. Han har varit gruppledare för Sverigedemokraterna i Partilles kommunfullmäktige.

### Riksdagsledamot
Eriksson var tjänstgörande ersättare i riksdagen 22 oktober–21 december 2014 för Jimmie Åkesson. Eriksson utsågs till ny ordinarie riksdagsledamot från och med 22 december 2014 sedan Patrik Jönsson avsagt sig uppdraget som riksdagsledamot. I riksdagen var Eriksson ledamot i konstitutionsutskottet 2015–2018. I riksdagsvalet 2018 fanns Eriksson inte med bland kandidaterna på Sverigedemokraternas riksomfattande valsedel. Han kandiderade istället lokalt i Västra Götalands läns västra valkrets, men blev inte invald i riksdagen.